# Sun News (Inde)
 (mai 2017).
Si vous disposez d'ouvrages ou d'articles de référence ou si vous connaissez des sites web de qualité traitant du thème abordé ici, merci de compléter l'article en donnant les références utiles à sa vérifiabilité et en les liant à la section « Notes et références ».
Pour les articles homonymes, voir Sun News.
Sun News (Tamoul: சன் செய்திகள்) est une chaîne de télévision tamoule par satellite diffusée 24 heures sur 24, et dont le siège est à Chennai, au Tamil Nadu.
Fondée le 27 mai 2000 par Kalanidhi Maran, président et directeur général de Sun Network, Sun News s'est imposée comme l'une des chaînes d'information populaires au Tamil Nadu.